# 華富邨寶血小學
華富邨寶血小學（英語：Precious Blood Primary School (Wah Fu Estate)），為香港南區一所津貼小學，於1968年創立，2000年轉為全日制。
因收生不足及華富邨重建，此校將於2029年停辦。

## 歷史
此校於1968年創立，原名為寶血第二小學，為一所半日制小學，分別設有上、下午校。由於永久校舍尚未落成，此校首年曾借用華富邨華樂樓地下上課，直至翌年竣工為止；同時，此校正式改為現名。
因應政府鼓勵小學推行全日制，上午校於1999年獲分配校舍作分拆之用，並於2000年起遷離，成為海怡寶血小學；而留守的下午校亦同時改為全日制。
由於自2019年起收生暴跌，加上華富邨即將重建，生員將加快流失，而海怡寶血小學亦沒有足夠課室併回此校。因此，此校於2023年9月中宣佈將於六年後停辦，隨後再決定於2024年起停收小一。

## 校舍
現存校舍採用非標準設計，佔地3,361平方米，設24間課室及少量特別室。此校曾通過「學校改善計劃」，將原屬修院部分之建築改建為設有語言學習室及多媒體室之新翼，並加建升降機，以及連結主教學樓二樓及新翼之通道；同時將有多年歷史的沙池拆除。工程期間曾封閉半個操場，用作地盤通道之用。。
隨著此校於2029年停辦，校舍將會騰空，長遠用途暫時未定。

## 歷屆行政人員[7]

### 校監
- 呂㜣金 修女（1968年-1974年，創校校監）[8]
- 范靈芝 修女（1974年-1984年）
- 彭志一 修女（1984年-1986年）
- 蘇衍慧 修女（1986年-1987年）
- 阮慧雲 修女（1987年-1994年）
- 楊美容 修女[9]（1994年-2001年）
- 區綺雯 修女（2001年-？）
- 游勵明 修女（現任校監）

### 校長

#### 上午校
- 周燕霞 修女（1968年-？及約1990年代，創校校長，1970年起專任上午校校長）[8][10]
- 彭志一 修女（原下午校校長）[11]

#### 下午校及全日制
- 周燕霞 修女（1968年-1970年，創校校長，上、下午校校長）
- 彭志一 修女（1970年-1972年；下午校校長，後改任上午校校長）[12]
- 何美言 修女（1972年-1986年，下午校校長；2014年逝世）[13]
- 陳麗娟 修女（1986年-1990年，下午校校長）[14]
- 周潔貞 修女（1990年-2000年，末任下午校校長 / 2000年-2003年，首任全日制校長）[15]
- 霍淑儀 女士（2003年-2004年）[16]
- 曾秀 女士（2004年-2010年；由天主教伍華小學轉職）
- 黃德才 先生（2010年-2016年；後調任至同系海怡寶血小學）[17]
- 鄒桂芳 女士（2016年-2023年；後調任至同系思源學校）[18]
- 鍾苑茵 女士（2023年履新，現任校長）

## 著名/傑出校友
- 邱福龍（1978年小六，午別不詳）：漫畫家 [19]
- 沈嘉偉（1980年小六，午別不詳）：商人、時裝零售商I.T創辦人
- 何嘉麗：前歌手、電台DJ，曾為企業傳訊人員
- 譚小環：商人、前港姐冠軍及前藝人
- 袁嘉敏（1997年小六，午別不詳）；前藝人
- 黎學勤（2000年上午校小六）[20]：無綫電視藝員
- 梁芷珊（1980年小六畢業，上午校）：企業家、填詞人、作家 [21]

## 外部連結
- 官方網站 （页面存档备份，存于）